# Tour de Romandía 1954
La 8.ª edición del Tour de Romandía se disputó del 13 de mayo al 16 de mayo de 1954 con un recorrido de 837,5 km dividido en 5 etapas, con inicio y fin en Le Locle.
El vencedor fue el francés Jean Forestier, cubriendo la prueba a una velocidad media de 37,4 km/h.

## Etapas[1]
| Etapa | Recorrido         | Km   | Ganador          |
| 1.ª   | Le Locle-Champery | 202  | Jean Forestier   |
| 2.ª   | Champery-Ginebra  | 200  | Eugène Kamber    |
| 3.ªa  | Nyon-Lausana      | 47,5 | Hugo Koblet      |
| 3.ªb  | Lausana-Vallorbe  | 104  | Jean Brun        |
| 4.ª   | Vallorbe-Le Locle | 240  | Josef Winterberg |

## Clasificaciones
Así quedaron los diez primeros de la clasificación general de la segunda edición del Tour de Romandía
| \| 1. \| Jean Forestier \| Francia \| 21h16'12" \| \| \| 2. \| Pasquale Fornara \| Italia \| + 2'12" \| \| \| 3. \| Carlo Clerici \| Suiza \| + 2'50" \| \| \| 4. \| Fritz Schaer \| Suiza \| + 3'07" \| \| \| 5. \| Marcel Huber \| Suiza \| + 4'08" \| \| \| 6. \| Alfredo Martini \| Italia \| + 7'15" \| \| \| 7. \| Henri VanKerkhove \| Bélgica \| + 7'41" \| \| \| 8. \| Josef Winterberg \| Suiza \| + 9'25" \| \| \| 9. \| Giancarlo Astrua \| Italia \| + 10'50" \| \| \| 10. \| Max Schellenberg \| Suiza \| + 12'13" \| \| |                   |         |           |  |
| 1. | Jean Forestier    | Francia | 21h16'12" |  |
| 2. | Pasquale Fornara  | Italia  | + 2'12"   |  |
| 3. | Carlo Clerici     | Suiza   | + 2'50"   |  |
| 4. | Fritz Schaer      | Suiza   | + 3'07"   |  |
| 5. | Marcel Huber      | Suiza   | + 4'08"   |  |
| 6. | Alfredo Martini   | Italia  | + 7'15"   |  |
| 7. | Henri VanKerkhove | Bélgica | + 7'41"   |  |
| 8. | Josef Winterberg  | Suiza   | + 9'25"   |  |
| 9. | Giancarlo Astrua  | Italia  | + 10'50"  |  |
| 10. | Max Schellenberg  | Suiza   | + 12'13"  |  |